# 憲兵 (ロシア連邦軍)
この記事では、ロシア連邦軍における憲兵 (ロシア語: военная полиция) について扱う。

## 概要

### 任務
ロシア連邦軍の憲兵の任務は、ロシア連邦軍の軍人および文民の生命、健康、権利および自由を保護し、法律、秩序、軍規、交通安全を確保することである。憲兵は軍司令部室によって管轄されている。

### 歴史
ソ連時代は軍内部における犯罪は司令部付勤務員（Военная комендатура）によって処理されていた。しかし、ロシア連邦になり司令部付勤務員は無力であることが判明、2006年にウラジーミル・プーチン大統領が「憲兵創設の可能性」を述べた。これにより2011年12月1日に後述する「ロシア連邦国防省憲兵総局」が設立された。
2019年、シリアとトルコの国境地帯に展開した。部隊はティーグル歩兵機動車とタイフーン歩兵機動車を装備している。

## ロシア連邦国防省憲兵総局
ロシア連邦国防省憲兵総局 (ロシア語: Главное управление военной полиции Министерства обороны Российской Федерации) は、ロシア国防省に所属する憲兵組織。

### 任務
2012年2月24日付ロシア連邦国防大臣命令第 350号により承認されたロシア連邦国防省憲兵総局規則に基づく主な任務。
- 軍における法と秩序と軍事規律の強化を確保するための国防省の特定の権限の実施。
- 憲兵隊の主な方向性と段階を考慮した、ロシア連邦の立法およびその他の規制法的行為、国防省の法的行為、および憲兵の活動に関するその他の公式文書の草案の作成。
- 軍の交通安全を確保し、ロシア連邦の法律に従ってこの分野における特別な管理、監督、許可機能を組織し実施する国防省の権限を執行する。
- 道路上での軍の移動と軍の車両の護衛を確保するとともに、交通の安全確保の問題に関して軍隊の活動を調整。
- 国防省の特に重要な施設、国防省の管轄下にあるロシア連邦の特別保安施設、並びに閉鎖行政領域の領域及び外国人の訪問が規制されている地域にある施設(駐屯地施設および軍基地、軍事キャンプ)の保護を実施する。2013年以来、駐屯地軍司令官事務所の職員数が少ないため、国防省の特に重要な施設の保護は憲兵に閉鎖されている。
- 憲兵の建設と発展に関する計画の策定と実施、その構成と構造の改善。
- 地域および領土の憲兵部隊の管理とその活動の統制。
- ロシア連邦の領土または特定の地域に戒厳令または非常事態が導入されたとき、また侵略の差し迫った脅威の期間中および戦時中の憲兵隊の行動の調整。
- 国防大臣や参謀本部などの要人を攻撃する際、迅速かつ協調的な行動をとる。
- 警察や軍隊で、特別な場合に応急処置や支援を行う。